# Kallettumkara
Kallettumkara es una ciudad censal situada en el distrito de Thrissur en el estado de Kerala (India). Su población es de 7097 habitantes (2011).

## Demografía
Según el censo de 2011 la población de Kallettumkara era de 7097 habitantes, de los cuales 3402 eran hombres y 3695 eran mujeres. Kallettumkara tiene una tasa media de alfabetización del 95,88%, superior a la media estatal del 94%: la alfabetización masculina es del 97,02%, y la alfabetización femenina del 94,85%.